# Discografia de Cannibal Corpse
Cannibal Corpse é uma banda de death metal americana formada em 1988 em Buffalo, New York. Em 1989 eles gravaram uma demo e com a boa repercussão chamaram a atenção da gravadora Metal Blade Records, onde assinaram um contrato para gravarem seu álbum de estreia Eaten Back to Life, que foi lançado em 1990. Seguido por dois álbuns de estúdio Butchered at Birth de 1991 e Tomb of the Mutilated de 1992. Em 1993, o guitarrista Bob Rusay deixou a banda e foi substituído por Rob Barrett, a tempo ainda com a banda no filme de Jim Carrey Ace Ventura: Pet Detective.
Em 1994 lançaram o álbum The Bleeding, com a estreia de Barrett e o último álbum com o vocalista Chris Barnes, que deixou o grupo para se dedicar ao seu projeto paralelo Six Feet Under. George "Corpsegrinder" Fisher assumiu o posto de vocalista e gravaram o álbum Vile em 1996, sendo este o primeiro álbum da banda a aparecer na Billboard 200, na posição 151. O próximo álbum Gallery of Suicide de 1998, Rob Barrett foi substituído por Pat O'Brien. Em1999, lançaram Bloodthirst, seguido pelo primeiro álbum ao vivo Live Cannibalism de 2000. Gore Obsessed foi lançado em 2002, seguido pela coletânea 15 Year Killing Spree, uma retrospectiva dividida em quatro discos lançada em 2003. O nono álbum The Wretched Spawn foi lançado em 2004 e Kill em 2006aparecendo na posição 170 na Billboard 200. Em 2008 foi lançado o DVD Centuries of Torment: The First 20 Years contendo um documentário em três discos da história da banda e diversos shows. Em 2009 o álbum Evisceration Plague se tornou o primeiro álbum da banda a entrar no Top 100 da Billboard 200 na posição 66. Em 2012 o álbum Torture vendeu 10.000 cópias colocando a banda no Top 40.  A Skeletal Domain, seu último álbum, foi lançado em 2014. Vendeu 8.800 cópias em suas primeira semana e chegou à posição 32 da Billboard 200.

## Álbuns

### Álbuns de estúdio
| 1990                                                                             | Eaten Back to Life - Lançamento: 17 de agosto de 1990 - Gravadora: Metal Blade (ZORRO #12) - Formatos: CD, CS, LP      | —   | —  | —  | —  | —   | —  | —   | —  | —  | —   | —   |
| 1991                                                                             | Butchered at Birth - Lançamento: 1 de julho de 1991 - Gravadora: Metal Blade (ZORRO #26) - Formatos: CD, CS, LP        | —   | —  | —  | —  | —   | —  | —   | —  | —  | —   | —   |
| 1992                                                                             | Tomb of the Mutilated - Lançamento: 22 de setembro de 1992 - Gravadora: Metal Blade (ZORRO #49) - Formatos: CD, CS, LP | —   | —  | —  | —  | —   | —  | —   | —  | —  | —   | —   |
| 1994                                                                             | The Bleeding - Lançamento: 12 de abril de 1994 - Gravadora: Metal Blade (ZORRO #67) - Formatos: CD, CS, LP             | —   | 30 | —  | —  | —   | —  | —   | —  | —  | —   | —   |
| 1996                                                                             | Vile - Lançamento: 21 de maio de 1996 - Gravadora: Metal Blade (#3984-14204-2) - Formatos: CD, LP                      | 151 | 10 | —  | —  | —   | —  | —   | —  | —  | —   | —   |
| 1998                                                                             | Gallery of Suicide - Lançamento: 21 de abril de 1998 - Gravadora: Metal Blade (#3984-14251-2) - Formatos: CD, LP       | —   | 22 | —  | —  | —   | —  | —   | —  | —  | —   | —   |
| 1999                                                                             | Bloodthirst - Lançamento: 19 de outubro de 1999 - Gravadora: Metal Blade (#3984-14277-2) - Formatos: CD, LP            | —   | 32 | —  | —  | —   | —  | —   | —  | —  | —   | —   |
| 2002                                                                             | Gore Obsessed - Lançamento: 26 de fevereiro de 2002 - Gravadora: Metal Blade (#3984-14390-2) - Formatos: CD, LP        | —   | 28 | 11 | —  | —   | —  | —   | 71 | —  | —   | —   |
| 2004                                                                             | The Wretched Spawn - Lançamento: 24 de fevereiro de 2004 - Gravadora: Metal Blade (#3984-14469-2) - Formatos: CD       | —   | 27 | 20 | —  | —   | —  | 136 | 74 | —  | —   | —   |
| 2006                                                                             | Kill - Lançamento: 21 de março de 2006 - Gravadora: Metal Blade (#3984-14560-2) - Formatos: CD                         | 170 | 6  | 16 | —  | —   | —  | 187 | 59 | —  | —   | —   |
| 2009                                                                             | Evisceration Plague - Lançamento: 3 de fevereiro de 2009 - Gravadora: Metal Blade (#14718) - Formatos: CD, LP          | 66  | —  | 6  | 41 | 71  | 25 | —   | 42 | —  | —   | 256 |
| 2012                                                                             | Torture - Lançamento: 13 de março de 2012 - Gravadora: Metal Blade - Formatos: CD, LP                                  | 38  | —  | 7  | 40 | 95  | 35 | 139 | 40 | 37 | 126 | 235 |
| 2014                                                                             | A Skeletal Domain - Lançamento: 16 de setembro de 2014 - Gravadora: Metal Blade - Formatos: CD, LP                     | 32  | —  | 5  | 28 | 128 | 26 | 127 | 21 | —  | 165 | 129 |
| 2017                                                                             | Red Before Black • Lançamento: 3 de novembro de 2017 • Gravadora: Mana Recording Studios • Formatos: CD, LP            | 21  | —  | —  | 29 | 70  | 33 | 101 | 16 | —  | —   | —   |
| "—" denota lançamentos que não entraram na parada ou não foram lançados no país. | |     |    |    |    |     |    |     |    |    |     |     |

### Álbuns ao vivo
| Ano  | Detalhes do álbum                                                                                              |
| ---- | --- |
| 2000 | Live Cannibalism - Lançamento: 16 de setembro de 2000 - Gravadora: Metal Blade (#3984-14303-2) - Formatos: CD  |
| 2013 | Torturing and Eviscerating Live - Lançamento: 16 de abril de 2013 - Gravadora: Metal Blade - Formatos: Digital |

### Álbuns de vídeo
| Ano  | Detalhes do álbum | Posições na parada | Certificações  |
| Ano  | Detalhes do álbum | US                 | Certificações  |
| ---- | --- | ------------------ | -------------- |
| 1997 | Monolith of Death Tour '96–'97 - Lançamento: 25 de novembro de 1997 - Gravadora: Metal Blade (#3984-14302-2) - Formatos: VHS, DVD  | 32                 |                |
| 2000 | Live Cannibalism - Lançamento: 16 de setembro de 2000 - Gravadora: Metal Blade (#3984-14303-2) - Formatos: VHS, DVD                | —                  |                |
| 2008 | Centuries of Torment: The First 20 Years - Lançamento: 8 de julho de 2008 - Gravadora: Metal Blade (#3984-34054-2) - Formatos: DVD | 8                  | - CAN: Platina |
| 2011 | Global Evisceration - Lançamento: 15 de março de 2011 - Gravadora: Metal Blade (#3984-34063-9) - Formatos: DVD                     | —                  |                |

### Box set
| Ano  | Detalhes do álbum                                                                                                  | Notas                                                                                    |
| ---- | --- | ---------------------------------------------------------------------------------------- |
| 2003 | 15 Year Killing Spree - Lançamento: 4 de novembro de 2003 - Gravadora: Metal Blade (#3984-14449-2) - Formatos: 3CD | - Lançado como boxset em quatro discos (três CDs e um DVD), celebrando o 15º aniversário |

### Extended plays
| Ano  | Detalhes |
| ---- | --- |
| 1993 | Hammer Smashed Face - Lançamento: 23de março de 1993 - Gravadora: Metal Blade (ZORRO #57) - Formato: CD, LP |
| 2003 | Worm Infested - Lançamento: 1 de julho de 2003 - Gravadora: Metal Blade (#3984-14432-2) - Formato: CD, LP   |

### Demos
- 1989 - Cannibal Corpse (demo)
- 1995 - Created To Kill

## Videoclipes
| Ano  | Música                                 | Diretor         |
| ---- | -------------------------------------- | --------------- |
| 1994 | "Staring Through the Eyes of the Dead" | David Roth      |
| 1994 | "The Pick-Axe Murders"                 | David Roth      |
| 1996 | "Devoured by Vermin"                   | David Roth      |
| 1998 | "Sentenced to Burn"                    |                 |
| 2004 | "Decency Defied"                       | Austin Rhodes   |
| 2006 | "Make Them Suffer"                     | Dan Dobi        |
| 2006 | "Death Walking Terror"                 | Dan Dobi        |
| 2009 | "Evisceration Plague"                  | Dale Resteghini |
| 2010 | "Priests of Sodom"                     | Kevin J. Custer |
| 2012 | "Encased in Concrete"                  | David Brodsky   |
| 2014 | "Kill Or Become"                       | David Brodsky   |